# Агбарджин-джинон
Агбарджин-джинон (монг. Агваржин жонон; ум. 1454) — великий хан Монгольской империи из династии Северная Юань (1453), второй сын монгольского тайджи (царевича) Аджая и внук монгольского Элбэг-хана.

## Биография
В правление своего старшего брата Тайсун-хана Агбарджин в 1433 году был объявлен джиноном, то есть соправителем и наследником престола. В 1453 году в союзе с Эсэн-тайшой Агбарджин выступил против своего старшего брата Тайсун-хана. Тайсун-хан был разгромлен и убит. Эсэн-тайша провозгласил новым монгольским ханом Агбарджина. Агбарджин назначил Эсэн-тайшу джиноном. Когда Агбарджин прибыл на созванный ойратами курултай, где его должны были действительно утвердить хаганом, Эсэн убил его и в 1454 году сам присвоил хаганский престол. Сын Агбарджина Харагуцаг, ещё до того женившийся на дочери Эсэна, чудом уцелел и пытался спастись во владениях токмокского хагана на Верхнем Иртыше, но был там убит; однако его сына Баяна-Мункэ — своего же внука, родившегося уже после смерти отца, Эсэн-тайши пощадил.